# 関節

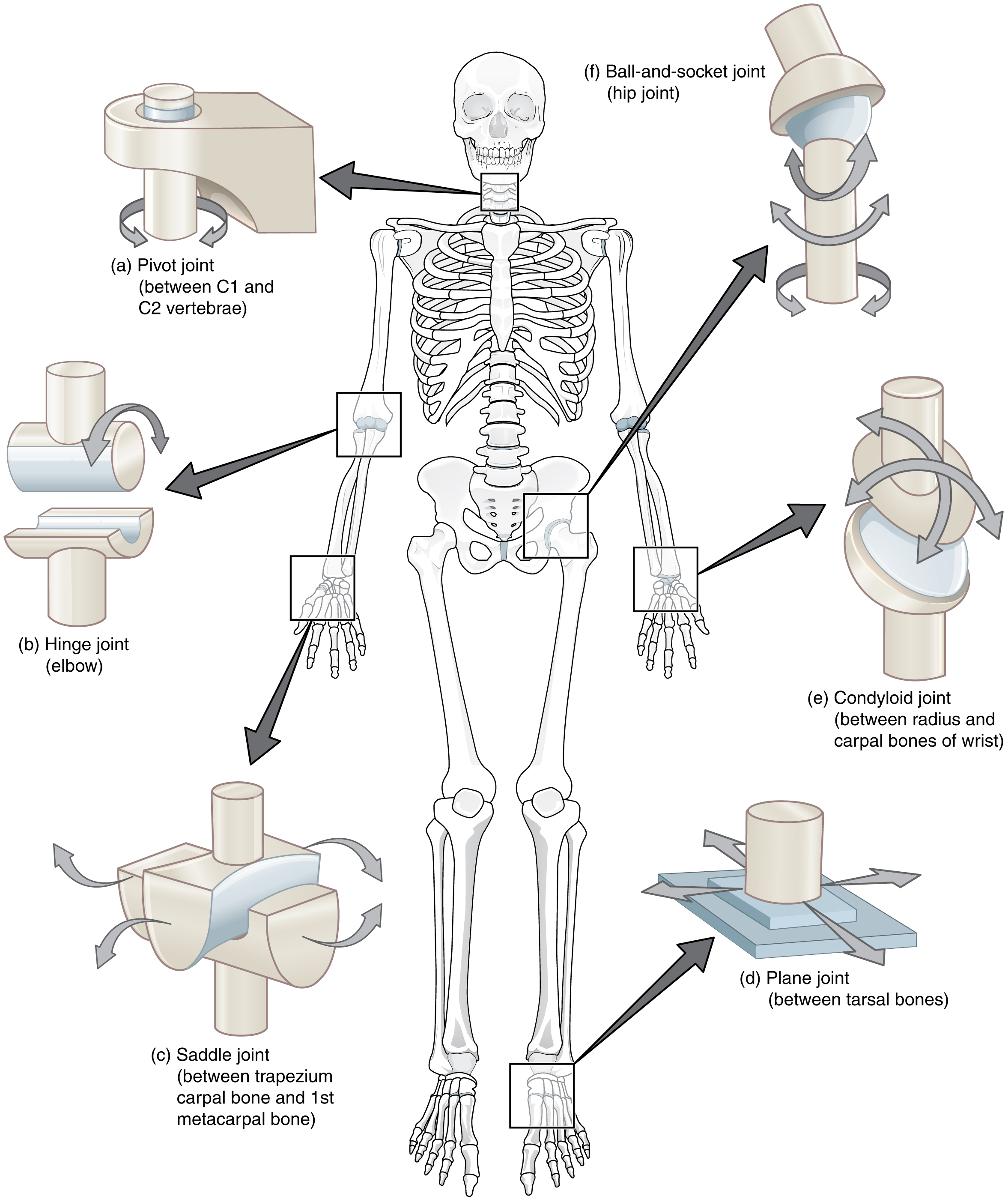
ヒト（脊椎動物）の骨の関節

関節（かんせつ、英語: joint）は、動物の体において、複数の骨格がお互いに連結する部分である。脊椎動物の骨・節足動物の外骨格などに見られる。

## 脊椎動物の場合
脊椎動物ではこれは内骨格における骨同士の連結部であり、不動性結合と可動性結合とがある。膝・肘・腰・肩など体中のいたるところにある。関節には、両骨の間に潤滑油の役目を果たす滑膜が存在する。
関節を隔てた骨同士は筋肉や靱帯で結びつけられ、それらの牽引力によって曲がることができる。その動く方向、大きさはある程度決まっており、それを超える曲げ方があった場合には障害を起こす。ただし時間をかけて慣れさせれば可動範囲や方向をある程度変えることもできる。この幅は個体差も大きく、よく曲がる人は「関節が柔らかい」といわれる。これは、体操競技などでは重要な能力とされる。関節の可動幅が少ない人は怪我をしやすいともいわれる。
年齢を重ねるとリウマチなどで関節痛を感じることが多い。関節部分が損傷した場合、人工関節に置き換える治療法がなされる。

## 節足動物の場合

節足動物の関節肢の機構

節足動物では関節は外骨格のつなぎ目であり、それらの間は柔軟な節間膜で繋がる。これは付属肢（関節肢）で特に顕著に見られ、関節を介して肢節という円筒状にユニットに分かれている。その関節は、往々にして1つもしくは1対の関節丘に回転軸を決められ、分解せずに折り曲げるようになっている。また、関節の摩擦を抑えるように、その周辺の外骨格から潤滑物質を分泌することも知られている。

## 棘皮動物の場合

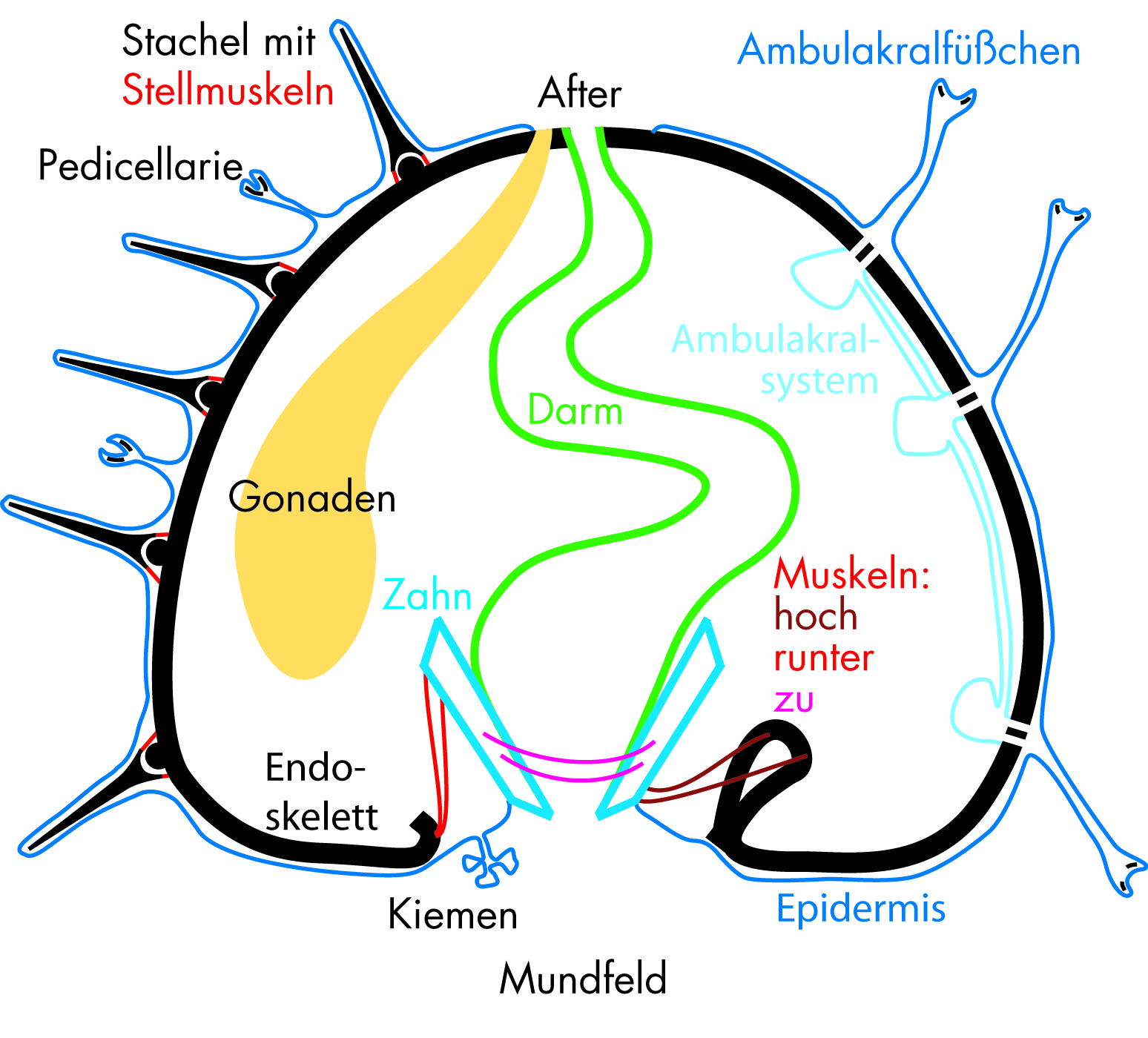
ウニの断面図

棘皮動物は内骨格を持ち、ウミユリ類やウニ類などではそれらがつながって骨格系を構成するから、ここの骨格の間には一応関節があるが、骨格片が細かいため、脊椎動物のそれのような明瞭な関節とはなっていない。ただし、ウニ類の殻と針の間は、はっきりした関節になっており、これらは結合組織と筋肉で結びつき、根本から大きく動かすことができる。

## 応用的な用法
より広い意味では、特定の位置で折れる部分も関節という。たとえばシダ植物では葉の基部に関節があれば、葉が枯れた際のその位置でぽろりと折れるが、無い場合には葉の基部が茎に張り付いて残る。これの有無は分類学的に重要な特徴となっている。

## 関節の病気
- 関節炎
- 変形性膝関節症
- 関節リウマチ
- 痛風
- 偽痛風
- 顎関節症
- 感染性関節炎（化膿性関節炎）